# Anders Jonas Ångström
Anders Jonas Ångström [ánders jónas òngstrem], švedski astronom in fizik, * 13. avgust 1814, Lögdö, Medelpad, Švedska, † 21. junij 1874, Uppsala, Švedska.
Ångström velja za enega od utemeljiteljev spektroskopije.

## Življenje in delo
Raziskoval je Sončev spekter in spektre kometov. Leta 1862 je dokazal, da Sončeva atmosfera med drugim vsebuje vodik. V letu 1868 je objavil veliko karto Sončevega spektra v Recherche s sure specter solitaire, ki je vključevala meritve več kot 1000 spektralnih črt.
Za dolžinsko enoto svetlobnega valovanja je uvedel desetmilijoninko milimetra, ki se imenuje po njem ångström (Å). Namesto nje se sedaj rabi 10-krat večja enota nanometer (nm).

## Priznanja

### Poimenovanja
Po njem se imenuje krater Ångström na Luni.